# Bruce M. Mitchell
Bruce M. Mitchell (16 novembre 1883 – 26 settembre 1952) è stato un regista e attore statunitense.
Lavorò come regista e scrittore durante l'era del cinema muto dal 1914 al 1934. Con l'avvento dei film sonori negli anni '30, Mitchell abbandonò la regia e divenne un attore, recitando per lo più in piccoli ruoli.

## Filmografia parziale
Regista
- Captivating Mary Carstairs (1915)
- The Tale of the Night Before (1915)
- The Stranger of the Hills (1922)
- Love's Whirlpool (1924)
- The Hellion (1924)
- Another Man's Wife (1924)
- Dynamite Dan (1924)
- Air Hawk (1924)
- The Cloud Rider (1925)
- Savages of the Sea (1925)
- Speed Madness (1925)
- Tricks (1925)
- Flyin' Thru (1925)
- Wolf Blood (1925)
- The Hollywood Reporter (1926)
- Three Pals (1926)
- Cupid's Knockout (1926)
- Three Miles Up (1927)
- The Air Patrol (1928)
- The Phantom Flyer (1928)
- Won in the Clouds (1928)
- The Speed Classic (1928)
- The Cloud Dodger (1928)
- The Last Lap (1928)
- The Sky Skidder (1929)
- Below the Border (1929)
- The Lonesome Trail (1930)
- Sheer Luck (1931)
- Trapped (1931)
- 45 Calibre Echo (1932)
- The Rawhide Terror (1934)
- Half Angel (1936)
- Shakedown (1936)

Attore
- Bar 20 Justice, regia di Lesley Selander (1938)
- Cowboy from Brooklyn, regia di Lloyd Bacon (1938)
- 6,000 Enemies, regia di George B. Seitz  (1939)